# Oschatz (Unternehmen)
Oschatz Power GmbH ist ein deutsches Apparate- und Anlagenbauunternehmen mit Hauptsitz in Essen; ursprünglich in Meerane.
Das Unternehmen liefert Ausrüstung vor allem für die Metallurgie, die Chemieindustrie und die Energietechnik, insbesondere Abhitzekessel und Feuerungsanlagen.

## Geschichte

### Entstehung und Wachstum in Meerane (1849 bis 1948)

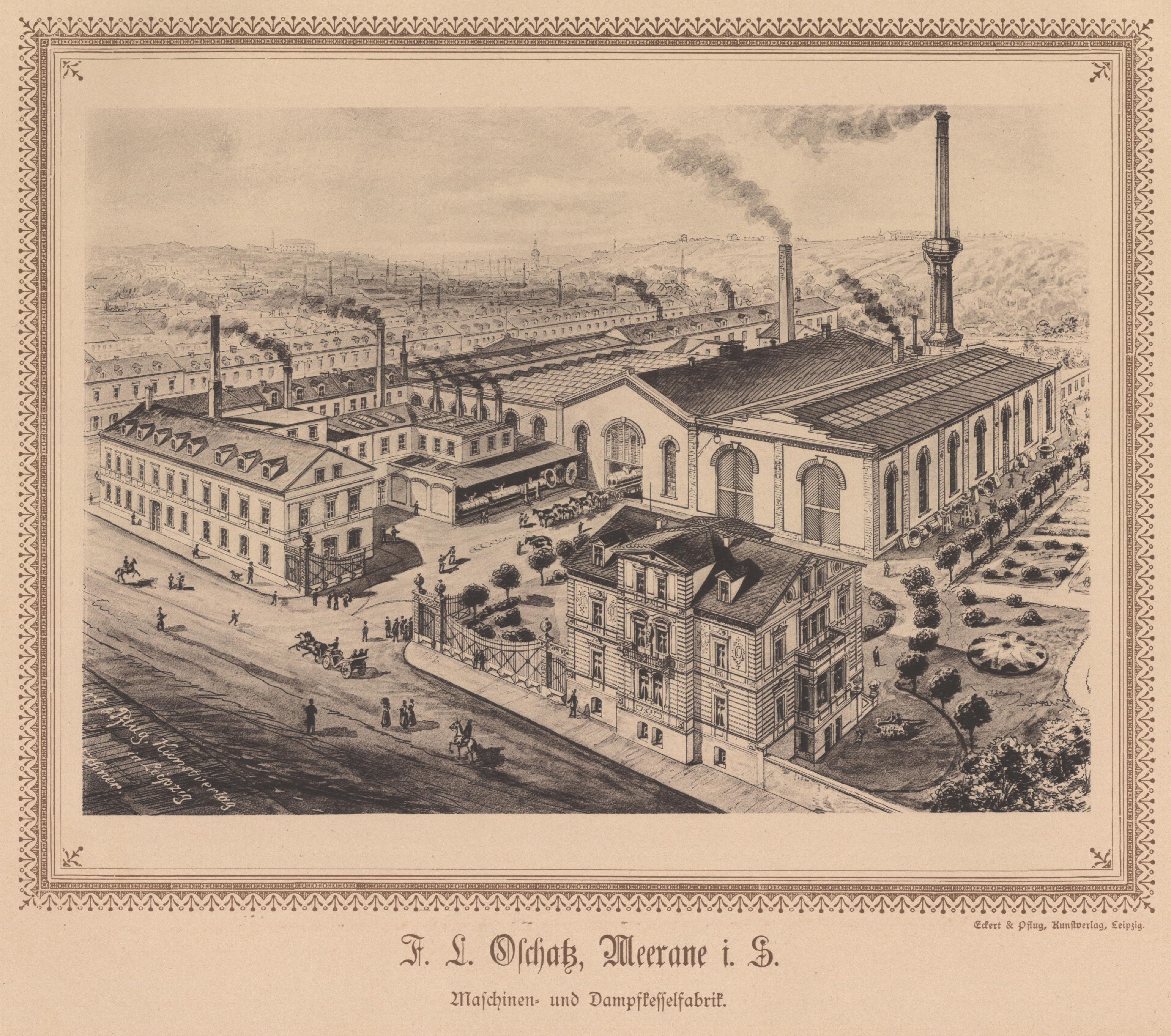
Fa. F. L. Oschatz in Meerane (ca. 1892)

Gegründet wurde das Unternehmen im Jahr 1849 in der sächsischen Kleinstadt Meerane vom Klempnermeister Franz Louis Oschatz als Handwerksbetrieb für Klempner-, Schlosser- und Schwarzblecharbeiten. Ab 1870 fertigte F. L. Oschatz Behälter für Brauereien und Mälzereien. 1880 wurde der erste Dampfkessel hergestellt. In den nächsten Jahrzehnten entwickelte sich der Bau von Dampfkesseln, Druckbehältern und wärmetechnischen Apparaten zum Hauptgeschäftsfeld, und Oschatz wuchs zu einem der führenden Kesselhersteller in Deutschland heran.
Im Vorfeld und während des Zweiten Weltkrieges wurden in den Oschatz-Fabriken auch Teile für U-Boote, Panzer und Waffen gefertigt. Im Krieg wurden die Fabriken durch Bombenangriffe schwer beschädigt.

### Entwicklung ab der deutsch-deutschen Teilung (ab 1948)

#### Dampfkesselbau Meerane, Meerane (DDR)
Nach dem Zweiten Weltkrieg und der Besetzung Ostdeutschlands durch die Rote Armee im Jahr 1945 wurde das Unternehmen durch die Sowjetische Militäradministration in Deutschland (SMAD) enteignet und 1948 in den Volkseigenen Betrieb VEB Dampfkesselbau Meerane umgewandelt. Dieser Betrieb war einer der führenden Dampfkesselhersteller in der DDR. Nach der Wende wurde der VEB privatisiert. Er firmiert heute als Meeraner Dampfkesselbau.

#### Oschatz GmbH, Essen (BRD)
Parallel zur Entwicklung am Stammsitz in Meerane in der DDR entstand ein weiterer Nachfolger in der BRD: 1948 gründete Hans Schrag, der seit 1936 Konstruktionsleiter bei Oschatz gewesen war, in Mannheim in Westdeutschland ein Unternehmen für Dampfkessel- und Anlagenbau. In Abstimmung mit den Erben von F. L. Oschatz durfte er hierfür die Firma Oschatz übernehmen, um an das Renommee des Unternehmens anzuknüpfen. Drei Jahre später, 1951, zog das Unternehmen nach Essen um, wo es bis heute seinen Hauptsitz hat.
Über die nächsten Jahrzehnte erweiterte Oschatz sein Produktprogramm; man fertigte neben Dampfkesseln auch immer mehr wärmetechnische Spezialapparate für Hüttenwerke und die Chemieindustrie. Insbesondere ab den 1990er Jahren wuchs Oschatz durch den Zukauf von Unternehmen und durch die Gründung von Auslandsniederlassungen (wie beispielsweise in Tschechien, Dänemark, Türkei und China) zu einer weltweit operierenden Unternehmensgruppe heran.

#### Oschatz Energy und Environmental GmbH, Essen
Anfang 2017 musste Oschatz wegen wirtschaftlicher Schwierigkeiten Insolvenz anmelden und massiv Personal abbauen. Mitte 2017 wurde Oschatz vom österreichischen Maschinen- und Anlagenbauunternehmen Christof Industries übernommen und bestand seit dem unter dem Namen „Oschatz Energy und Environmental GmbH“. Die Oschatz zog in diesem Zusammenhang in den Magna Tower in der Essener Innenstadt.

#### Oschatz Power GmbH, Essen
Mit Wirkung vom 1. Februar 2023 übernahm die Deurotech Group mit Sitz in Langenfeld, Deutschland, über ihre neu gegründete Oschatz Power GmbH die Geschäftsanteile der Oschatz Energy und Environmental GmbH.

## Produkte und Dienstleistungen
Historisch war die F. L. Oschatz KG vor allem als Apparate- und Dampfkesselhersteller bekannt. Oschatz fertigte verschiedenste Kesseltypen für Heiz- und Kraftwerke aber auch für Spezialanwendungen wie Dampflokomotiven.
Heute erstellt die Oschatz-Gruppe Komponenten und komplette Anlagen und bietet Servicedienstleistungen für die folgenden Industriezweige:
- Eisen- und Stahlmetallurgie, insbesondere Abhitzerückgewinnungsanlagen hinter Sinter-, Kokerei- und Konverteranlagen.
- Nichteisenmetallurgie, insbesondere Abhitzekessel in Anlagen zur Gewinnung von Blei, Kupfer, Nickel, Zink oder Zinn
- Chemische Industrie, insbesondere Rückstandsverbrennungs- und Wärmerückgewinnungsanlagen beispielsweise für die Produktion von Schwefelsäure, Salpetersäure, Caprolactam oder Hydroxylamin
- Energie- und Kraftwerkstechnik, insbesondere Dampfkessel und Feuerungen zur Verwertung von Biomasse, Reststoffen und Ersatzbrennstoffen

## Auszeichnungen
2013 erhielt Oschatz den Fray International Sustainability Award für seine Verdienste um die Entwicklung von Anlagen zur besseren Ausnutzung von Ressourcen und insbesondere der Energierückgewinnung.
Nach einem Ranking der Münchner Unternehmensberatung MSG und der Tageszeitung Die Welt zählte Oschatz 2013 zu den 100 erfolgreichsten deutschen Unternehmen des Mittelstandes.
2014 wurde Oschatz für den Großen Preis des Mittelstandes der Oskar-Patzelt-Stiftung nominiert. 2021 wurde Oschatz zu den 100 innovativsten mittelständischen Unternehmen in Deutschland gekürt.